# 托馬斯·梅西亞斯
托馬斯·梅西亞斯（西班牙語：Tomás Mejías；1989年1月30日—）是一位西班牙足球運動員。在場上的位置是守門員。現時由英冠球隊米杜士堡外借至羅馬尼亞足球甲級聯賽球會布加勒斯特迪納摩。他出身於皇家马德里的青訓營。